# Inesperado
Inesperado é o sexto álbum de estúdio da cantora, compositora e atriz mexicana Anahí, lançado em 3 de junho de 2016 pela gravadora Universal Music.
É o primeiro álbum de Anahí em sete anos e a mesma é creditada como compositora de três das doze canções incluídas no álbum, assim como também foi responsável pela arte e desenho. Trabalhou junto com outros produtores como Andres Torres, Ettore Grenci e Sebastián Jácome. Há uma versão da canção "La Puerta de Alcalá" (1986) de Ana Belén e Víctor Manuel, interpretada junto com o cantor espanhol David Bustamante e uma versão da canção "Temblando" (1987) do grupo espanhol Hombres G. O álbum inclui principalmente gêneros como o reggaeton, dance-pop, electropop, pop e o pop latino.
Para promover o álbum, Anahí lançou quatro singles. "Rumba", foi uma colaboração com o cantor porto-riquenho Wisin, foi lançada como primeiro single do álbum, alcançando o primeiro lugar na lista da Billboard Tropical Airplay nos Estados Unidos. O segundo single "Boom Cha", foi uma colaboração com a cantora e rapper brasileira Zuzuka Poderosa, o tema entrou na lista Pop do Monitor Latino na Venezuela. "Eres", terceiro single do álbum, é uma colaboração com o cantor mexicano Julión Álvarez, ficou entre as dez mais tocadas na lista Pop do Monitor Latino no México. O quarto e último single, "Amnesia" foi composta por Claudia Brant e Noel Schajris, e entrou nas listas do México e dos Estados Unidos.

## Antecedentes
Depois de concluir as gravações da telenovela mexicana Dos Hogares (2011–2012), Anahí começou a produzir seu próximo álbum, colaborando com artistas como o rapper Flo Rida e se reunindo com compositores como Diane Warren. Em novembro de 2012 a cantora realizou um twitcam onde anunciou que adiaria o lançamento do álbum, devido a mudanças importantes que aconteceram em sua gravadora, a EMI. Isso aconteceu porque a gravadora foi comprada pela companhia Universal Music.
Finalmente, em 4 de fevereiro de 2013, foi lançada a canção "Absurda". Em março, durante uma entrevista para a revista Caras México, Anahí informou que a canção não formaria parte de seu novo álbum já que, segundo a cantora, não estava com tempo para se dedicar a gravação de um disco. A cantora se manteve afastada da carreira artística durante quatro anos.
Em 10 de julho de 2015, Anahí anunciou durante uma coletiva de imprensa, o lançamento do primeiro single do seu sexto álbum, "Rumba", em parceria com Wisin.
Em outubro de 2015, foi divulgado que o álbum chamaria Amnesia. Em dezembro de 2015, durante uma entrevista com o blogueiro brasileiro Hugo Gloss, a cantora argumentou que "este álbum tem sido muito "Inesperado", então é assim que o chamo... mas ainda estou pensando". Finalmente em maio de 2016 foi confirmado que o título do álbum seria Inesperado.

## Gravação e composição
Em 25 de maio de 2015, a cantora lançou "Están Ahí", single promocional em agradecimento aos seus fãs. A canção foi escrita por Julio Reyes, Ximena Muñoz (que cômpos a canção "Para Qué" para seu álbum anterior) e Andres Torres, sendo produzida por Ettore Grenci. Em 8 de junho de 2015, Anahí compartilhou imagens em um estúdio de gravação. Em 10 de julho de 2015, vazou o primeiro single do álbum, "Rumba", com a colaboração do cantor porto-riquenho Wisin, escrito pela cantora junto com Luis O' Neil e Wisin, sendo este último também o produtor. A gravação foi realizada no México e a produção aconteceu em Porto Rico.
Em 26 de julho de 2015, durante uma entrevista para a capa da revista mexicana Caras, Anahí anunciou que o produtor do álbum foi o argentino Cheche Alara, quem trabalhou com Lady Gaga e Shakira, outros produtores incluídos são Ettore Grenci e Sebastian Jácome, este último trabalhou com a cantora no álbum Mi Delirio (2009).
Em 25 de agosto de 2015, a dupla Gente de Zona informou durante uma entrevista para o canal Ritmoson Latino, que estava gravando uma canção com a cantora onde comentaram que: "entramos em acordo com Anahí, já que nós gostamos de experimentar novos ritmos, então muito em breve vão escutar a gente ao lado de Anahí e é muito importante pra gente já que queremos nos aproximar mais e mais do mercado mexicano". Em outubro de 2015, Anahí compartilhou uma prévia de três canções, a primeira foi "Amnesia", anunciada como quarto single. O tema foi escrito pela compositora argentina Claudia Brant e o cantor argentino Noel Schajris, com quem trabalhou junto nas canções "Alérgico" e "Absurda". Em 27 de outubro de 2015, a interprete compartilhou mais uma prévia, desta vez do tema "Arena y Sol", em parceria com a dupla Gente de Zona, no mesmo dia compartilhou uma prévia da canção "Siempre Tú", composta pelos cantores mexicanos Gloria Trevi e Julio Reyes. Essa foi a segunda música composta por Trevi para Anahí, a primeira foi "Me Hipnotizas", presente no quinto álbum da mexicana, Mi Delirio (2009).
O segundo single do álbum, "Boom Cha", em parceria com  a funkeira brasileira Zuzuka Poderosa, foi composto por Anahí, Claudia Brant, Julio Reyes, Urales Vargas, Cassiano Juliano e David Quinones. Foi produzido por DJ Buddha e DJ Kassiano. Em 7 de dezembro de 2015, foi ao ar a entrevista da cantora para o site do blogueiro brasileiro Hugo Gloss, onde Anahí comentou que foi o produtor DJ Buddha quem lhe apresentou a cantora Zuzuka e completou: "ela (Zuzuka) me mostrou uma música com uma ideia nova, e eu imediatamente pensei que deveria ser uma colaboração em português. Nos encontramos várias vezes, tivemos muitas ideias. É uma canção que levou muito tempo para estar pronta. Me reuni com muitos compositores e produtores até chegar na versão final".
O terceiro single do álbum, "Eres", que conta com a participação do cantor mexicano Julión Álvarez, foi composto por Anahí, junto com a ganhadora de um Grammy Latino Mariana Vega e por Jovany Barreto, Luis Salazar, Paolo Tondo e Tat Tong. Foi produzido por "Os Swaggernautz" uma dupla formada pelo compositor e produtor cubano Jovany Javier e o produtor singapurense Tat Tong.
O quarto single do álbum, "Amnesia" foi lançado em 27 de maio de 2016, composto por Claudia Brant e Noel Schajris. Brant ainda escreveu "Juntos En La Oscuridad" junto com Jeffrey Hoeppner e a faixa-título do álbum junto com Rafael Ruiz Esparza, quem escreveu "Hasta Que Llegues Tú" presente no álbum Mi Delirio (2009).
Há dois covers no álbum, o primeiro é da canção "Temblando" de 1987, composta por David Summers, vocalista da banda espanhola Hombres G. O segundo é da canção "La Puerta De Alcalá" de 1986, interpretada por Ana Belén e Víctor Manuel, sendo escrita por Miguel Angel Campos, Bernardo Fuster, Luis Mendo Munoz e Francisco Villar. A canção, que é uma homenagem ao monumento madrilenho de mesmo nome, tem em sua versão original 6 estrofes, foi reduzida para 3 na versão da cantora.

## Recepção

### Desempenho comercial
Em 20 de maio de 2016, começou a pré-venda do disco, no mesmo dia os singles do álbum ocuparam o top cinco em vendas digitais no Brasil, em primeiro lugar ficou "Siempre Tú", em segundo "Eres", em terceiro "Boom Cha", em quarto "Rumba" e por último o quinto lugar "Están Ahí". Na Argentina, "Siempre Tú" conseguiu o sétimo lugar em vendas digitais e o primeiro lugar na pré-venda. Finalmente em 3 de junho de 2016, começou a venda digital do álbum, onde teve um bom desempenho comercial. Alcançou o primeiro lugar na Colômbia, Brasil, República Dominicana, Equador, Peru, México, Espanha, Chile e Estados Unidos na categoria de música latina, igual na Argentina, no qual conseguiu o primeiro lugar nessa categoria.
Nos Estados Unidos, o álbum estreou em sexto lugar na lista Latin Pop Albums e em décimo-sétimo lugar na Top Latin Albums, ambas da Billboard.

### Crítica
Adriano Moreno do site 40 Principales España comentou sua análise do álbum expressando que Anahí aposta por ritmos que lembram a década de 90 e princípios dos anos 2000. Comentou que exploram os ritmos latinos, onde "sem dúvidas, o grande acerto de Inesperado é aprofundar nos ritmos latinos que funcionaram tão bem nessa época do ano. Tem o sucesso "Rumba" com Wisin, que é o carro-chefe do disco, Anahí voltou a apostar neste som com "Boom Cha", o segundo single, que conta com a colaboração da cantora brasileira Zuzuka Poderosa. A fórmula é muito similar a "Rumba" e a solução está em sintonia com o resto do disco. Continuou "essas duas canções não são as únicas que 'bebem' desses ritmos latinos. A intérprete mexicana se alia com Gente de Zona para "Arena y Sol", uma canção que mescla o som de "Buleria" de David Bisbal e o melhor da BSO de El Zorro. Um hit feito exclusivamente para dançar nas baladas". Considera que o melhor tema do álbum é "Amnesia", quanto single, argumentando "Amnesia é uma balada escrita por Claudia Brant e Noel Schajris, que nos leva a outra época em que Anahí brilhava com o RBD. Esse tema bem que poderia ser a sucessora de original de "Sálvame"... Sem duvida, deixou o melhor single para o final e acredito que influência muito positivamente nas vendas da primeira semana do disco". Finaliza sua crítica ao mostrar seu desagrado por outras baladas "que não encaixam com a estrutura de Inesperado. Canções obsoletas que não arriscam nem apontam nada novo.
A revista estadunidense Hola mencionou que "Inesperado contém várias colaborações com cantores como Wisin, David Bustamante, Julión Alvarez e a brasileira Zuzuka Poderosa. É um disco que mistura o reggaeton, pop, dance e muitos outros ritmos. Aos seus 33 anos, a cantora já conta com um grande repertório devido a que trabalha desde Chiquilladas, um programa de televisão que foi muito popular no início dos anos 80". O site Telenovelas depois de mencionar o excelente desempenho do álbum em vendas digitais, garante que "o disco predominam ritmos eletrônicos latinos com os que apaixonou os fãs com a canção "Rumba". No projeto, a cantora se atreveu com uma versão do clássico "La Puerta de Alcalá",  de Ana Belén junto com o cantor espanhol David Bustamante. Os seguidores de Anahí estão eufóricos com essa notícia".
Robson Gomes do Jornal do Commercio, depois de avaliar os singles lançados, comentou: "oscilando entre temas extremamente pop e baladas tristes (seu ponto forte desde os tempos com RBD), Inesperado traz uma Anahí com um disco mais alegre porém menos explosivo comparado com Mi Delirio. Canções como "Juntos En La Oscuridad" e "Siempre Tú" entregam letras românticas mas com melodias que a semelham a uma balada". Mencionou que a canção que surpreendi é "Inesperado" e também positivamente "Temblando" com "arranjos dramáticos e letra sendo uma clara e triste interpretação por parte da cantora". Continua: "outra canção destacada e divertida é "Arena y Sol", com ritmos pegajosos de reggaeton no dueto com a dupla Gente de Zona que revela o tema mais caliente do álbum mostrando a alma latina da cantora". Finaliza sua critica falando de "La Puerta de Álcala", na qual comenta que possui uma letra espiritual e considera estranha, mencionando que "facilmente poderia ser descartada do disco". Por último expressa que o título do disco encerra um álbum pop com baladas tristes e carregado de sons eletrônicos.

## Lançamento
Em 22 de abril de 2016, a cantora postou em perfil do Instagram, uma foto que convidava seus fãs mexicanos a gravar um vídeo de 30 segundos com sua versão criativa da canção "Rumba", anunciando que os ganhadores receberiam uma surpresa. Em 24 de abril, Anahí anunciou que os ganhadores, os quais assistiram a uma sessão secreta onde lhes permitiu escutar três novas canções do álbum. Os fãs ajudaram a cantora a escolher o próximo single. Durante esta sessão, foi anunciado o lançamento do single para maio e o lançamento do álbum para junho, acompanhado com uma tarde de autógrafo na Cidade do México.
Em 18 de maio de 2016, Anahí apresentou, durante um Facebook live, a capa do disco além de anunciar o lançamento do disco para o dia 3 de junho de 2016. No mesmo dia anunciou que a pré-venda do mesmo começaria no dia 20 de maio de 2016 e que lançaria uma canção a cada sexta-feira até o dia do lançamento.

## Divulgação

### Singles
- "Rumba": é o primeiro single do álbum, sendo lançado em 24 de julho de 2015.[75] A canção é uma colaboração com o cantor porto-riquenho Wisin.[76] Na listas de músicas, "Rumba" conseguiu o primeiro lugar na Billboard Tropical Airplay, sendo o seu primeiro lugar nos Estados Unidos.[77] No México, conseguiu alcançar o quarto lugar no Top Pop do Monitor Latino[78][79] e o oitavo lugar na Billboard México Español Airplay.[80] Na América do Sul, a canção alcançou o primeiro lugar no airplay do Ecuador e em quinto lugar na lista da Record Report, na Venezuela.[81][82] Em 16 de julho de 2015, Anahí interpretou junto com Wisin pela primeira vez nos Premios Juventud.[83][84][85][86][87] O vídeo musical foi dirigido por Jessy Terrero e estreou em 28 de agosto de 2015.[88][89] O single conseguiu o primeiro lugar em vendas digitais no Brasil, Honduras e República Dominicana, e o vídeo musical em primeiro lugar na lista do México.[90][91][92]
- "Boom Cha": é o segundo single do álbum, em parceria com a cantora brasileira Zuzuka Poderosa, sendo lançado em 11 de dezembro de 2015.[93][94] Simultaneamente foi lançado o vídeo musical, gravado em Miami e dirigido por Pablo Croce.[44][45][46][47][95][96][97] O single teve uma boa recepção por parte da crítica por sua entrada em novos gêneros.[98][99] Em vendas digitais, alcançou o primeiro lugar no Brasil e na República Dominicana depois de três horas de lançamento.[100][101][102] A canção alcançou o décimo-sétimo lugar no Top Pop do Monitor Latino na Venezuela.[103]

- "Eres": é o terceiro single do álbum, lançado em 12 de fevereiro de 2016.[104][105][106] É um dueto com o cantor mexicano Julión Álvarez.[107][108] Em vendas digitais, conseguiu o primeiro lugar no Brasil, sendo o quarto single do álbum a conseguir o primeiro lugar nesse país, e na República Dominicana.[109][110][111] O vídeo musical foi gravado em San Cristóbal de las Casas, Chiapas e estreou em 25 de março de 2016.[112][113][114] O single conseguiu o sexto lugar na lista Pop e o segundo na lista Hot Song Pop do Monitor Latino no México.[115][116] Nos Estados Unidos conseguiu o décimo-sétimo lugar na Billboard Twitter Top Tracks.[117]
- "Amnesia": é o quarto single do álbum, lançado em 27 de maio de 2016.[118][119] O vídeo musical foi gravado no dia 18 de maio de 2016.[73] Foi interpretada ao vivo pela primeira vez nos Premios Juventud em 14 de julho de 2016.[120][121][122] O single conseguiu o terceiro lugar na lista Hot Song Pop General México do Monitor Latino. Conseguiu a sexta posição na categoria Pop do Monitor Latino México. Além disso, debutou em duas listas da Billboard, Spotify Viral e Twitter Tracks. A canção ficou também no TOP10 das músicas mais tocadas de toda Europa pelo chart oficial de lá, mais precisamente na posição #8.[123]

Singles promocional
- "Están Ahí" foi o single promocional do álbum, lançado em 25 de maio de 2015, após um hiato de 2 anos sem lançar qualquer canção.

### Apresentações ao vivo
A primeira performance na televisão foi durante os Prêmios Juventud 2015, quando a cantora encerrou a premiação cantando o primeiro single do álbum, "Rumba" ao lado do cantor porto-riquenho Wisin. A segunda performance na televisão ocorreu um ano depois, também durante os Premios Juventud 2016, quando a cantora apresentou o quarto single do álbum, intitulado "Amnesia".

## Lista de faixas
| N.º            | Título                                       | Compositor(es)                                                           | Duração |  |
| 1.             | "Están Ahí"                                  | Ximena Muñoz Julio Reyes Andres Torres                                   | 3:28    |  |
| 2.             | "Juntos En La Oscuridad"                     | Claudia Brant Alex Cantrall Jeff Hoeppner                                | 3:29    |  |
| 3.             | "Temblando"                                  | David Summers                                                            | 3:31    |  |
| 4.             | "Siempre Tú"                                 | Gloria Trevi Reyes                                                       | 3:32    |  |
| 5.             | "Me Despido"                                 | Edgar Barrera Andrés Castro Mónica Vélez                                 | 2:59    |  |
| 6.             | "Arena y Sol" (com Gente de Zona)            | J. Barreto L. Salazar A. Delgado J. Herrera R. Martinez P. Tondo T. Tong | 3:26    |  |
| 7.             | "Rumba" (com Wisin)                          | Anahí Wisin Luis O' Neil                                                 | 3:15    |  |
| 8.             | "Boom Cha" (com Zuzuka Poderosa)             | Anahí A. Antico Brant C. Juliano D. Quinones Reyes U. Vargas             | 3:39    |  |
| 9.             | "Amnesia"                                    | Brant Noel Schajris                                                      | 3:27    |  |
| 10.            | "La Puerta de Alcalá" (com David Bustamante) | M. Angel B. Fuster L. Munoz F. Villar                                    | 3:44    |  |
| 11.            | "Eres" (com Julión Álvarez)                  | Anahí Barreto Salazar Tondo Tong Mariana Vega                            | 3:40    |  |
| 12.            | "Inesperado"                                 | Brant Rafael Esparza Grenci                                              | 3:41    |  |
| Duração total: | Duração total:                               | Duração total:                                                           | 41:51   |  |

## Desempenho

### Posições
| País           | Chart (2016)      | Lista                  | Melhor posição |
| -------------- | ----------------- | ---------------------- | -------------- |
| México         | AMPROFON          | Top 20 Álbuns Espanhol | 3              |
| México         | AMPROFON          | Top 100 Álbuns         | 4              |
| Estados Unidos | Billboard         | Latin Pop Albums       | 6              |
| Estados Unidos | Billboard         | Top Latin Albums       | 17             |
| Brasil         | Pro-Música Brasil | Top CD                 | 1              |
| Brasil         | Billboard         | Brazil Albums          | 1              |
| Espanha        | PROMUSICAE        | Top 100 Álbuns         | 77             |

## Histórico de lançamento
| País     | Data                  | Formato             | Gravadora       | Ref.                    |
| -------- | --------------------- | ------------------- | --------------- | ----------------------- |
| México   | 3 de junho de 2016    | CD Download digital | Universal Music | [ 134 ] [ 135 ] [ 136 ] |
| Colômbia | 18 de junho de 2016   | CD Download digital | Universal Music | [ 134 ] [ 135 ] [ 136 ] |
| Brasil   | 24 de junho de 2016   | CD Download digital | Universal Music | [ 134 ] [ 135 ] [ 136 ] |
| Espanha  | 14 de agosto de 2016  | CD Download digital | Universal Music | [ 134 ] [ 135 ] [ 136 ] |
| Peru     | 1 de outubro de 2016  | CD Download digital | Universal Music | [ 134 ] [ 135 ] [ 136 ] |
| Chile    | 1 de outubro de 2016  | CD Download digital | Universal Music | [ 134 ] [ 135 ] [ 136 ] |
| Equador  | 18 de outubro de 2016 | CD Download digital | Universal Music | [ 134 ] [ 135 ] [ 136 ] |